# Limosina czernyi
Limosina czernyi är en tvåvingeart som beskrevs av Oswald Duda 1918. Limosina czernyi ingår i släktet Limosina och familjen hoppflugor. Inga underarter finns listade i Catalogue of Life.